# Aria Fischer
Aria Fischer (Laguna Beach, 2 marzo 1999) è un'ex pallanuotista statunitense; con la nazionale, da giocatrice, ha conquistato due medaglie d'oro olimpiche: a Rio de Janeiro 2016 ed a Tokyo 2020, nonché per due volte il titolo mondiale: a Budapest 2017 ed a Gwangju 2019.
È la figlia di Erich e la sorella di Makenzie, a loro volta pallanuotisti di alto livello.

## Biografia

### Carriera da giocatrice
Iniziò a giocare a pallanuoto nella squadra liceale del Laguna Beach High School, ottenendo da subito importanti risultati, tanto da venire convocata nel 2014 nella nazionale giovanile che conquistò il campionato mondiale di categoria di Madrid e l'anno seguente, oltre alla vittoria nel mondiale juniores a Vólos, fece il suo esordio con la nazionale maggiore nella fasi preliminari della World League, durante il torneo di qualificazione intercontinentale ad Auckland vinto dalla squadra statunitense.
Nel 2016, appena diciassettenne, e nonostante alcuni dubbi circa la fisicità che il suo ruolo richiede e che, data l'età, non era ancora del tutto sviluppata, fu inserita in pianta stabile nella squadra nazionale con la quale vinse la World league a Shangai e la medaglia d'oro ai Giochi olimpici di Rio de Janeiro 2016, diventando così la più giovane atleta statunitense a conquistare una medaglia d'oro olimpica in uno sport di squadra; l'anno seguente trionfò nella World league di Shangai e nel campionato mondiale di Budapest.
Dopo essersi presa un anno sabbatico durante il liceo, per prepararsi in vista delle trionfali Olimpiadi 2016 con la squadra degli Stati Uniti, proseguì il suo percorso di studi presso l'Università di Stanford, diventando una giocatrice delle Cardinals con le quali rimase fino al 2023, ad eccezione della parentesi nel biennio 2020-2021 in cui fu aggregata permanentemente al team olimpico, e con le quali si impose nel campionato nazionale universitario in tre dei quattro anni di college; nel frattempo con la calottina della nazionale statunitense continuò a conquistare successi: nel 2018 ottenne la vittoria nella World league di Kunshan e nella Coppa del Mondo di Surgut; l'anno successivo vinse nuovamente la World league a Budapest, i Giochi panamericani a Lima ed il suo secondo mondiale nella rassegna di Gwangju, venendo anche inserita nella formazione ideale del torneo.
A causa della pandemia di COVID-19 le manifestazioni inizialmente previste per il 2020 furono posposte di un anno: la Fisher si ripresentò quindi in nazionale nel 2021, con la quale si aggiudicò la sua quinta World league ad Atene e la sua seconda medaglia d'oro olimpica ai Giochi di Tokyo 2020.
Dopo il successo alle Olimpiadi in Giappone decise di ritirarsi dalle competizioni internazionali, ma gareggiò ancora con le Cardinals nei suoi due ultimi anni di college, contribuendo alla vittoria del titolo NCAA in entrambe le edizioni, e venendo inoltre premiata nel 2023 col titolo di miglior giocatrice del torneo e con il Peter J. Cutino Award. Dopo quest'ultimo trionfo concluse definitivamente la sua carriera agonistica per concentrarsi su quella professionale come scrittrice di sceneggiature televisive, frequentando un master alla Met Film School di Londra.

### Riconoscimenti
Come atleta di college nel 2023 fu insignita del titolo di miglior giocatrice del torneo NCAA e del Peter J. Cutino Award; a livello internazionale fu inserita nella formazione ideale dei campionati mondiali di Gwangju 2019.

## Palmarès

### Club
- Campionato NCAA: 3

Cardinals: 2019, 2022 e 2023

### Nazionale
- Olimpiadi

2 ori: Rio de Janeiro 2016 e Tokyo 2020
- Mondiali

2 ori: Budapest 2017 e Gwangju 2019
- Coppa del Mondo

1 oro: Surgut 2018
- World League

5 ori: Shanghai 2016, Shanghai 2017, Kunshan 2018, Budapest 2019 e Atene 2021
- Giochi panamericani

1 oro: Lima 2019
- Mondiali juniores

1 oro: Vólos 2015
- Mondiali giovani

1 oro: Madrid 2014